# 帕拉卡斯半島

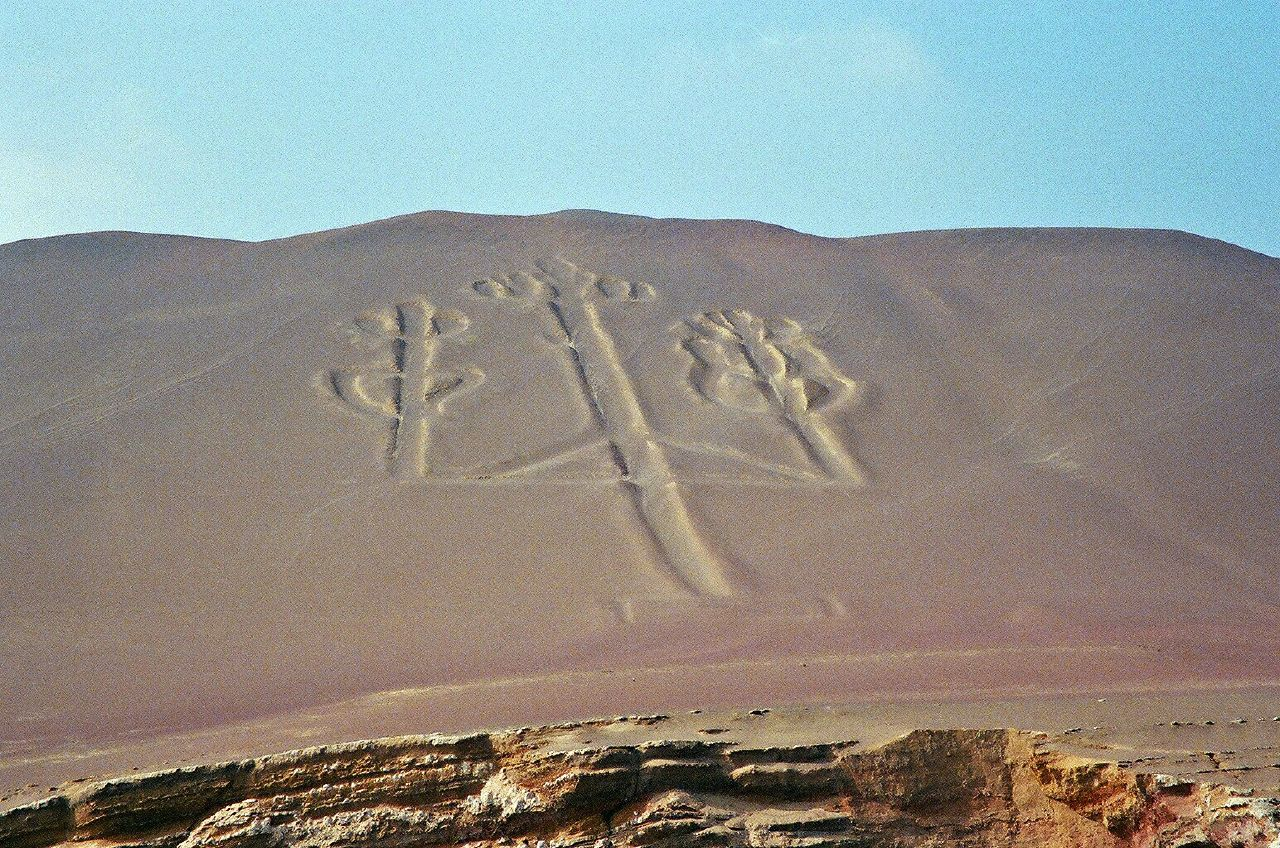

帕拉卡斯半島是秘魯的半島，位於該國西南部，距離首都利馬約200公里，由伊卡大區負責管轄，長25公里、寬12.5公里，該地區在公元前200年出現帕拉卡斯文化。

## 外部連結
- Visita e imágenes de la península de Paracas y las islas Ballestas ESP （页面存档备份，存于）

13°51′32″S 76°19′44″W / 13.85889°S 76.32889°W